# 1215
- Wikisource

| Calendário gregoriano                                                        | 1215 MCCXV                                            |
| Ab urbe condita                                                              | 1968                                                  |
| Calendário arménio                                                           | 664 – 665                                             |
| Calendário bahá'í                                                            | -629 – -628                                           |
| Calendário budista                                                           | 1759                                                  |
| Calendário chinês                                                            | 3911 – 3912 Início a 1 de fevereiro (aproximadamente) |
| Calendário copta                                                             | 931 – 932                                             |
| Calendário etíope                                                            | 1207 – 1208                                           |
| Calendários hindus - Vikram Samvat - Calendário nacional indiano - Cáli Iuga | 1270 – 1271 1136 – 1137 4315 – 4316                   |
| Calendário Holoceno                                                          | 11215                                                 |
| Calendário islâmico                                                          | 612 – 613                                             |
| Calendário judaico                                                           | 4975 – 4976                                           |
| Calendário persa                                                             | 593 – 594                                             |
| Calendário rúnico                                                            | 1465                                                  |
| Calendário solar tailandês                                                   | 1758                                                  |

1215 (MCCXV, na numeração romana) foi um ano comum do século XIII do Calendário Juliano, da Era de Cristo, e a sua letra dominical foi D (53 semanas), teve início a uma quinta-feira e terminou também a uma quinta-feira.
No reino de Portugal estava em vigor a Era de César que já contava 1253 anos.

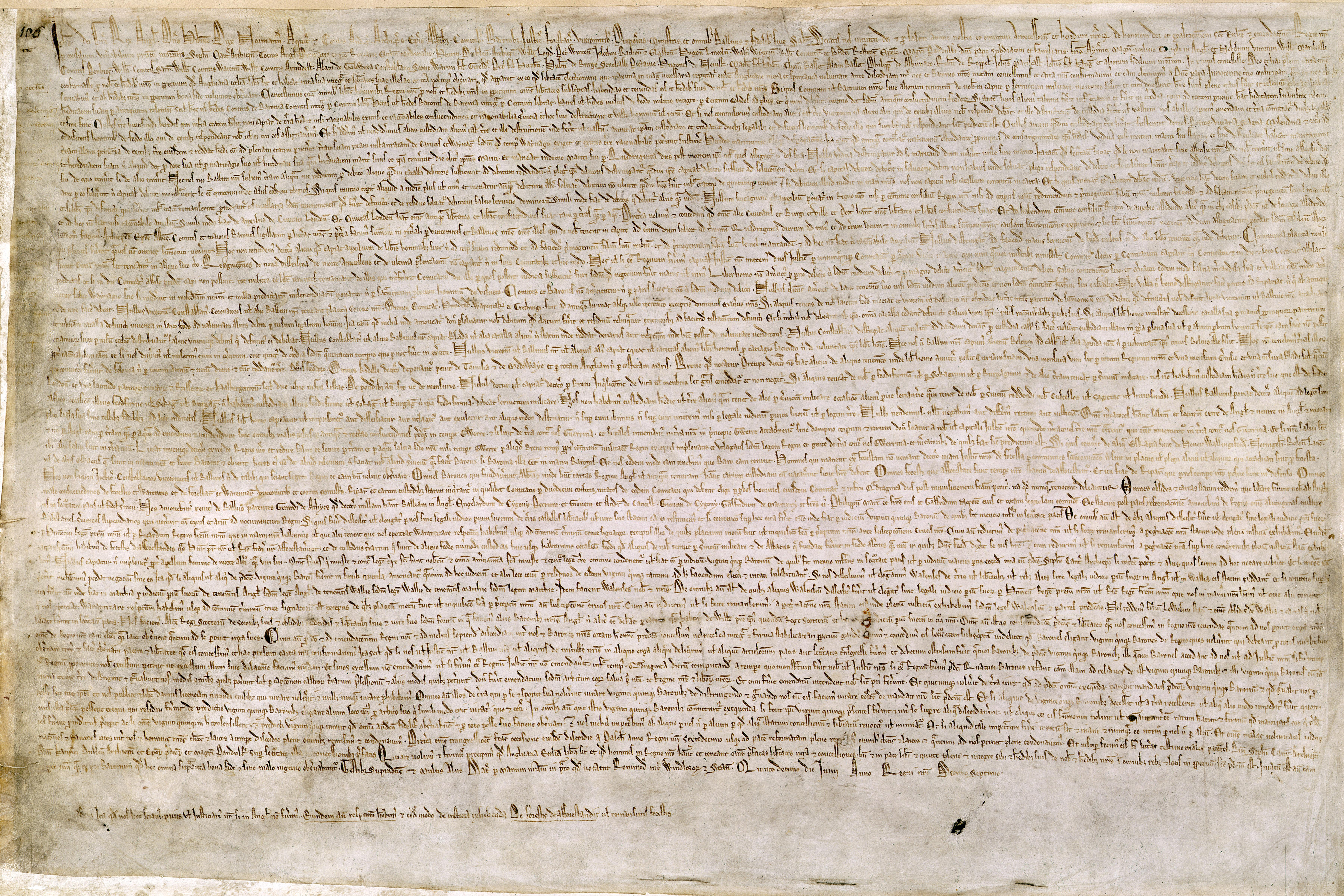
A Magna Carta.

| Ano completo                        |
| ----------------------------------- |
| Ano comum com início à quinta-feira |

## Eventos
- 15 de Junho - O rei João I de Inglaterra é obrigado pelos seus nobres a assinar a Magna Carta, que limita os poderes reais.
- Beijing é capturada e incendiada por um exército do Império Mongol.
- 11 de Novembro a 30 de Novembro - O Quarto Concílio de Latrão, décimo segundo concílio ecumênico, é celebrado sob Inocêncio III.
- Morre o chanceler Julião Pais, sucedendo-lhe o seu discípulo Gonçalo Mendes.

## Nascimentos
- Kublai Khan, imperador mongol.
- Papa Celestino IV.
- D. Rodrigo Martins de Nomães, foi senhor de Nomães, actual Numão.

## Mortes
- Manfredo II de Busca, marquês de Busca, província de Cuneo, Itália.
- Pedro V de Bermond, foi Senhor de Anduze e de Sauve, n. 1190.